# Jules Verne
Jules Gabriel Verne (IPA: /ʒyl vεrn/), född 8 februari 1828 i Nantes i Pays de la Loire, död 24 mars 1905  i Amiens i Picardie, var en fransk författare av populärlitteratur och ungdomsböcker med en produktion av två handskrivna romaner om året. Han nådde stora internationella försäljningsframgångar och var genomgående omtyckt av litteraturkritiker. Hans författarskap omfattade huvudsakligen äventyrsromaner och science fiction, men han skrev även teaterpjäser, libretton med mera.
Under Jules Vernes liv som författare höll vetenskapen på att kartlägga de sista vita fläckarna i jordens geografi, och Verne anknöt till detta och skrev spännande, exotiska reseskildringar och böcker om upptäcktsfärder. För att möjliggöra det omöjliga bedömde han den framtida utvecklingen av  samtidens vetenskapliga upptäckter och teknologiska kunnande, och kunde därigenom skicka människor till månen (Från jorden till månen, 1865), låta dem resa jorden runt på 80 dagar (Jorden runt på 80 dagar, 1873) eller jorden runt under havsytan med en ubåt (En världsomsegling under havet, 1870). Extrapoleringen av vetenskap och teknologi i romanmiljö, och skildringarna av den ensamme vetenskapsmannens perspektiv parallellt med ny teknologis effekter på mänskligheten har medfört att han tillsammans med H.G. Wells betraktas som en av science fiction-genrens skapare.
Flertalet av Jules Vernes böcker har filmatiserats flera gånger.

## Biografi

### Tidiga år
Jules Gabriel Verne föddes i Nantes, Pays de la Loire, som son till Pierre Verne, en jurist, och hans fru Sophie Allote de la Fuÿe. Jules var äldst i en syskonskara av fem, där Paul, Anna, Mathilde (född 1839) och Marie var hans bror och systrar. Jules skolgång inkluderade studier vid Collège Royal de Nantes inledda 1844. Den unge Jules Verne började också författa texter, däribland dikter och den oavslutade romanen Un Prêtre som sjuåring år 1835.
Jules Verne följde i faderns bana 1848. Han flyttade det året till Paris för att avsluta juridikstudier som inletts i hemstaden året innan, och i Frankrikes huvudstad blev han god vän med Jacques Offenbach och både far och son Alexandre Dumas. Han var inte speciellt intresserad av juridik utan ägnade sig istället åt sina mer framträdande litterära intressen. Då Jules avbröt sina juridiska studier blev fadern ursinnig, och upphörde genast med sitt ekonomiska bidrag, vilket tvingade den unge Jules Verne att börja försörja sig. Detta ledde till att Jules blev sekreterare vid en teater (Théatre Lyrique i Paris), men vid sidan av detta läste han mycket geografi, naturhistoria och om vetenskapliga och tekniska nyheter, vilket skulle lägga grunden till hans romandebut, och hans titel som science fiction-romanens fader, som han delar med britten H.G. Wells.

### Debuten 1850 och år av teaterpjäser och noveller

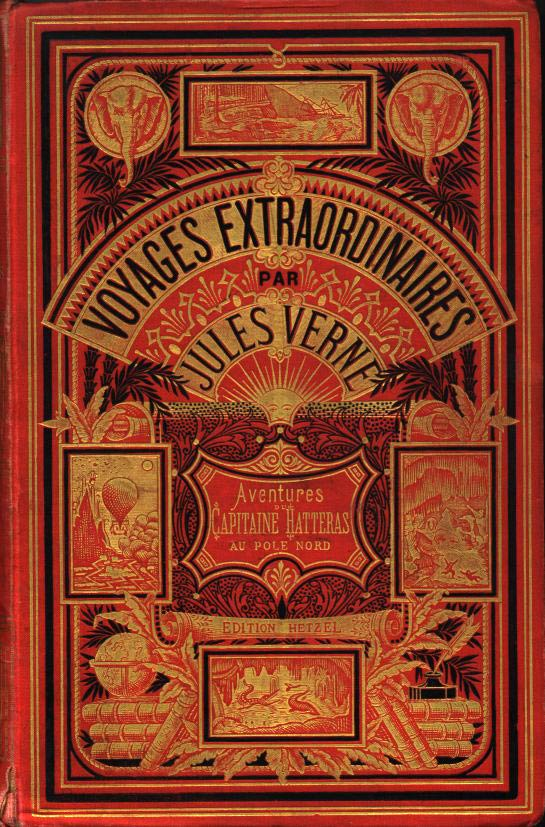
Många av Vernes romaner utgavs i serien Voyages extraordinaires (i svensk version Underbara resor), här originalutgåvan av Kapten Hatteras resa till Nordpolen (1866).

Verne kom under den första delen av sin författarkarriär att skriva teaterpjäser och noveller. Han debuterade 1850 med den komiska novellen "Les Pailles rompues" ("De brutna stråna"), som lästes och godkändes av Alexandre Dumas d.ä. (en stor idol för Verne) innan den sattes upp som teaterpjäs 12 juni på Théatre Historique i Paris. Texten var skriven på vers. Den skönlitterära debuten i skriven form kom 1851, med novellerna Un drame au Mexique och Un drame dans les airs. Samma år syntes Verne med texter i tidskriften Musée des Familles, och han blev bekant med Jacques Arago och olika utforskare och vetenskapsmän. Pjäsförfattandet hade inletts redan 1847.
År 1852 tog Verne tjänst som sekreterare vid Théâtre Lyrique, och samma år publicerades den historiska novellen "Martin Paz".
20 maj 1856 blev Jules Verne i samband med ett bröllop i Amiens bekant med den unga änkan Honorine Morel (född Deviane), som han inledde en relation med. De två gifte sig 10 januari 1857.
Under 1859 gjorde Verne i sällskap med Aristide Hignard en resa till Skottland, där han bland annat såg närmare på det berömda kryssningsfartyget Great Eastern. Året efter blev han bekant med mångkonstnären Félix Tournachon, känd som Nadar. 1861 följde en ny resa i utlandet, denna gång till Norge och Skandinavien och återigen i sällskap med Hignard. 3 augusti samma år föddes Jules och Honorines första barn, Michel Verne.

### Romandebuten 1863 –Cinq semaines en ballon
En lycklig händelse för alla Jules Vernes läsare skedde 1862, efter att Verne i ren frustration, efter ett antal refuseringar, kastat sitt manuskript till sin första roman i elden. Hans hustru hann rädda det i tid, och 1863 låg det på förläggaren Pierre-Jules Hetzels skrivbord. Hetzel – som han stiftade bekantskap med året före – blev mer än nöjd, och teamet Verne/Hetzel hade fötts. 
Jules Verne debuterade således slutligen som romanförfattare 1863. Hans debutroman var Cinq semaines en ballon, Fem veckor i en ballong, en reseskildring från Afrika beskriven från ovan. Den blev en stor succé och lade grunden för det följande författarskapet och Vernes popularitet.

### Vernes böcker hos Hetzel
Verne skrev kontrakt med Hetzel, och band sig till att ge ut två romaner varje år (vilket han nästan lyckades med). I 23 år, fram till förläggarens död 1886, skulle de komma att ge ut en rad mer eller mindre framgångsrika romaner och noveller, och båda tjänade stora mängder pengar.
Redan år 1864 kom en av Vernes mer kända romaner, den fantastiska resan under jordytan i Till jordens medelpunkt som handlar om en professor som får se ett gammalt dokument i ett gammalt exemplar av Snorre Sturlassons bok Heimskringla som i sin tur leder till en resa till Island och sedan en nedstigning i en vulkan. Verne, som sedan 1856 delvis försörjt sig som börsmäklare, kunde nu lämna den sysslan för att ägna sig åt författandet på heltid. Året därpå följde ytterligare en Verne-klassiker, Från jorden till månen.
År 1866 köpte Jules Verne sin första båt, Saint-Michel, och familjen flyttade till Le Crotoy i departementet Somme. Båt- och reseintresset kom året efter till uttryck genom hans resa till USA ombord på Great Eastern.
Under fransk-tyska kriget 1870 tjänstgjorde Verne inom kustbevakningen nära Crotoy, varefter han fick motta Hederslegionen. Samma år publicerades En världsomsegling under havet. Året efter flyttade han till Amiens, och i november samma år avled hans far.
År 1873 publicerades Jorden runt på 80 dagar. Verne prövade själv i september på att flyga ballong, under en 24 minuter lång uppstigning i hemstaden Amiens. Året efter köpte han sina andra båt, St-Michel II, och 1876 inköpts ångbåten Saint-Michel III. Det året kom Tsarens kurir ut. Under de kommande åren skulle Verne ägna stor tid åt båtresor – 1878 i Medelhavet, två år senare till Norge, Irland och Skottland, 1881 i Nordsjön och Östersjön och 1884 återigen på Medelhavet.
År 1878 tvang han sin son Michel att gå till sjöss, som skeppsgosse på en färd mot Sydasien. Sonen hade redan 1874 fått börja på ungdomsvårdsanstalt.

### Arbete, familj och sorg
Romanerna var naturvetenskapliga och i science fiction-genren. Ibland lyckades han även förutse vad 1900-talet skulle åstadkomma. På äldre dar flyttade han till Amiens, där han för övrigt var kommunalråd.
Den 9 mars 1886 var en tragisk dag för Jules Verne. Under en promenad mötte han sin psykiskt sjuke brorson Gaston, som sköt honom i benet och gjorde honom invalid för resten av livet. Dådet gjorde Verne deprimerad, och han tappade delvis sin tidigare goda tro på tekniken och människan, och blev allt mer en enstöring och filosof. I ett brev till brodern Paul kort därefter skrev han: "Jag lever nu endast för att arbeta". Och det gjorde han för övrigt, via 34 romaner på bara 19 år och mycket annat. 1886 var också året då förläggaren Hetzel dog, endast åtta dagar efter Gastons dåd), och 1887 avled även Jules Vernes mor Sophie. Dessa händelser tog hårt på Verne.
År 1888 inledde Verne ett litterärt samarbete med sonen Michel. Samma år valdes Jules Verne till kommunalråd i hemstaden Amiens, på en radikal-socialistisk partilista. 1889 invigdes Cirque d'Amiens, vilken Verne låtit konstruera.
Den tekniskt intresserade Verne använde 1894 för första gången telefon.

### Sista tid och postuma publiceringar

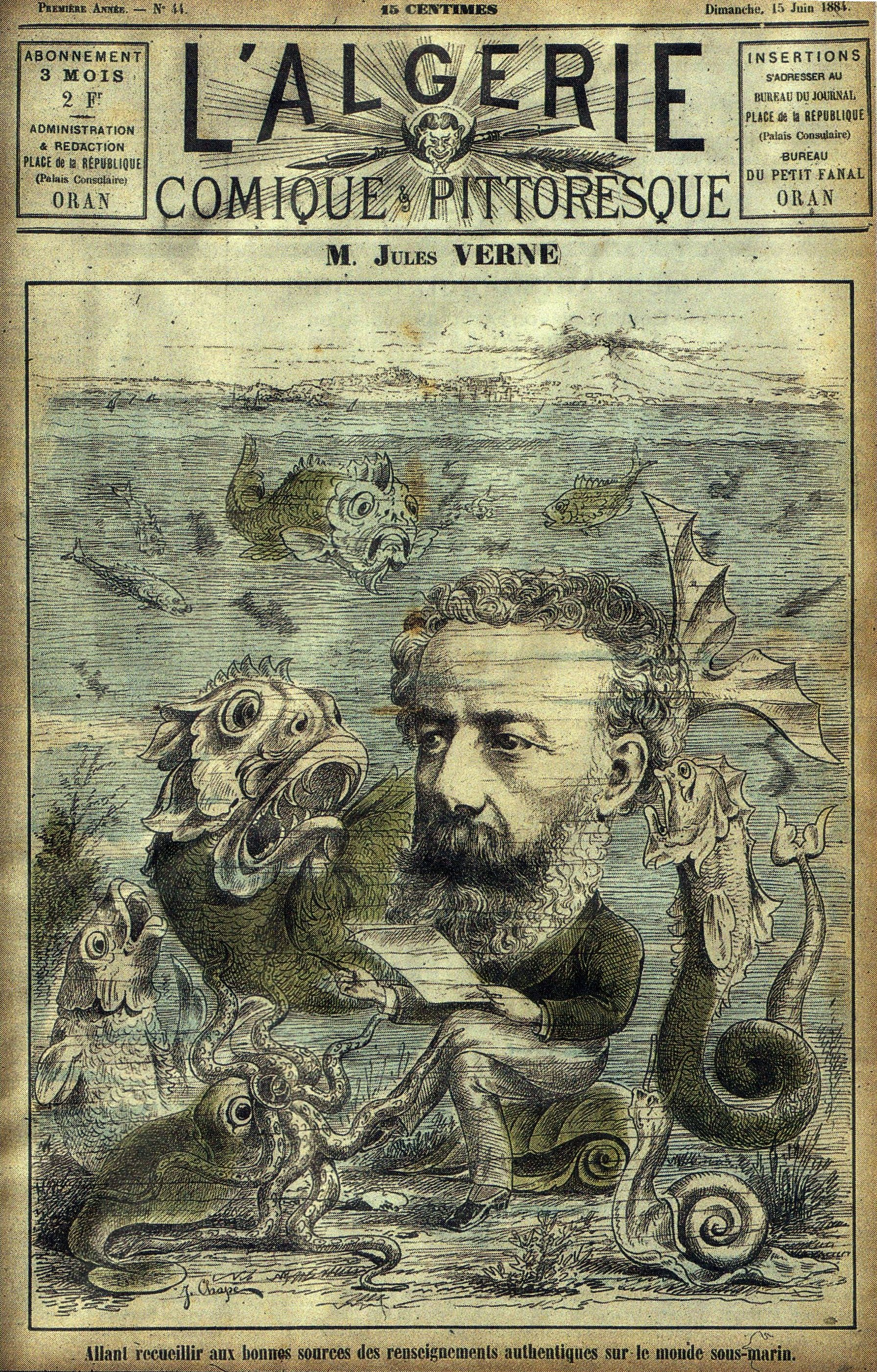
Jules Verne skrev en del av sina romaner, bland andra En världsomsegling under havet (1870), ombord på en båt ovanför ytan, men så här gick det nog aldrig till… Karikatyr från 1884.

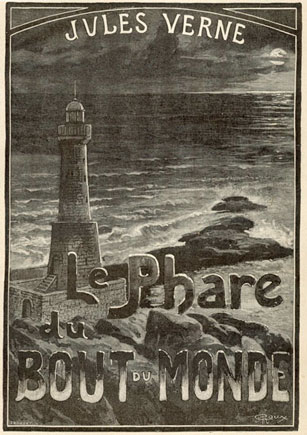
Fyren vid världens ände anses vara en av de bästa romanerna på Vernes litterära scen.

År 1902 drabbades Verne av grå starr, och han fick i slutet av sitt liv (han skrev även på dödsbädden) diktera sina romaner. Han avled den 24 mars 1905 (av diabetes) och begravdes på Madeleinekyrkogården i Amiens.
Därefter såg sonen Michel (1861–1925) till att de romaner som ännu inte utgivits i Frankrike så gjordes, fram till 1914. Undantag var det "borttappade" manuskriptet till Paris i tjugonde seklet.
År 1978 upptäcktes att en del romaner skrivits om dessförinnan av sonen. Under 1980-talets första hälft utgavs därför Vernes bevarade original i hemlandet.

## Betydelse och eftermäle
"Jultomten är död!". Så kommenterades Vernes död i fransk press. Även om Verne ofta ses som en ungdomens litteraturhjälte, som mycket väl kunde och kan jämföras med jultomten, så har människor i alla åldrar slukat hans böcker.
Jules Vernes popularitet var internationell, och han blev den näst mest översatte av alla författare. I sitt författarskap knöt han an till den populära reselitteraturen, och genom sina fantastiska tekniska inslag bidrog hans böcker till popularisera science-fiction som litteraturgenre.
I Jules Vernes födelseattest från 1828 har myndigheterna skrivit fel och angett 1928 som Vernes födelseår, enligt Uno Asplunds bok Jules Vernes underbara resor som också innehåller en kopia av attesten. Asplund tolkar det som att Verne var hundra år före sin tid redan vid födseln.
Nedslagskratern Jules Verne på månen är uppkallad efter honom.
Asteroiden 5231 Verne är uppkallad efter honom.
ESA:s första Automated transfer vehicle ATV-001 Jules Verne var uppkallad efter honom.

### Romaner

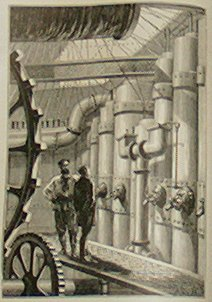
Illustration ur En världsomsegling under havet (1870). Kapten Nemo, befälhavare ombord på ubåten Nautilus, visar en av sina passagerare de tekniska förutsättningarna för att hans ubåt ska fungera som den gör. Det är inblandningen av sådana tekniska detaljer i sina berättelser som ger Jules Verne titeln som science fiction-romanens fader.

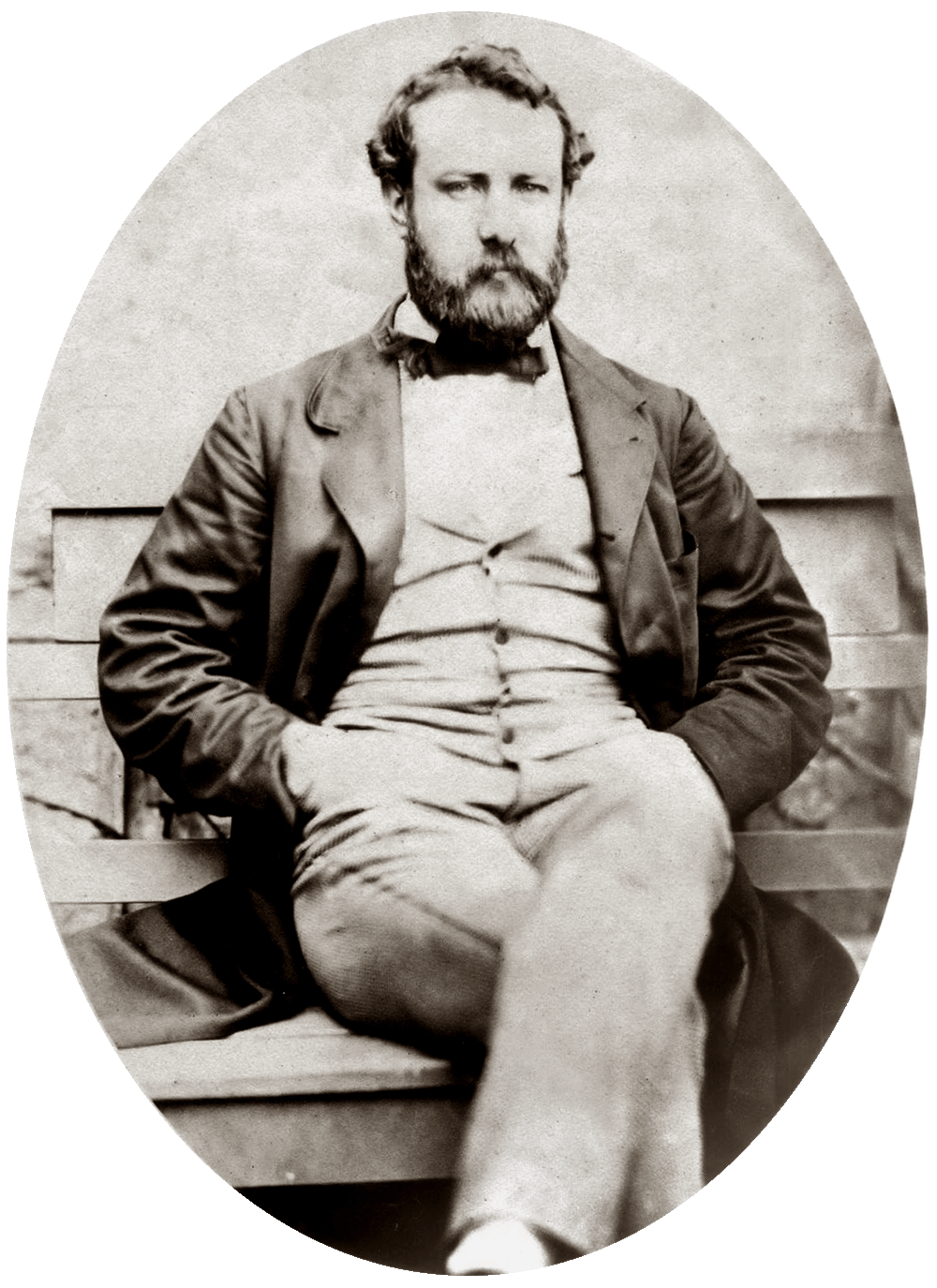
Jules Verne.